# Якоби, Карл Густав Якоб
Карл Гу́став Я́коб Яко́би (нем. Carl Gustav Jacob Jacobi; 10 декабря 1804, Потсдам — 18 февраля 1851, Берлин) — немецкий математик и механик. Внёс огромный вклад в комплексный анализ, линейную алгебру, динамику и другие разделы математики и механики. Родной (младший) брат российского академика, физика Бориса Семёновича Якоби.
Член Берлинской академии наук (1836), иностранный член Лондонского королевского общества (1833), член Парижской академии наук (корреспондент с 1830; иностранный член с 1846), иностранный член-корреспондент Петербургской Академии наук (1830, с 1833 года — её почётный член), член Венской (1848) и член-корреспондент Мадридской академии (1848).

## Биография
Карл Густав Якоб Якоби родился 10 декабря 1804 года в семье еврея-банкира Шимона Якоби (1772—1832), в Потсдаме, Пруссия (ныне Германия). Мать, Рахель Леман (1774—1848), была домохозяйкой. В семье были ещё двое сыновей и дочь. Старший брат, Мориц, стал российским академиком, младший (Эдуард), продолжил отцовское дело.
Первоначальное обучение получил под руководством своего дяди по материнской линии, затем учился в местной гимназии и в 16 лет поступил в Берлинский университет. В 1821 году принял лютеранство и сменил имя с Якоб Шимон на Карл Густав Якоб Якоби. Математика в Берлине тогда ещё преподавалась на довольно элементарном уровне и притом была нацелена, в основном, на запоминание излагаемого, что не очень удовлетворяло способного ученика. Когда же преподаватель, подметив способности Якоби, предложил ему изучать «Введение в анализ бесконечно малых» Эйлера, то дело пошло заметно лучше. Эйлер оставался его кумиром на протяжении всей жизни.
Время своего пребывания в университете Якоби стал посвящать изучению языков, философии и изучению классических произведений Эйлера, Лагранжа и Лапласа. В 1825 году он написал и защитил докторскую диссертацию о разложении рациональных функций на простейшие дроби. Вскоре начал чтение лекций в Берлинском университете в качестве приват-доцента (по дифференциальной геометрии), где показал незаурядный преподавательский талант и обратил на себя внимание в учёной среде.
В 1827 году 23-летний Якоби был приглашён экстраординарным профессором в Кёнигсбергский университет и в 1829 году получил там ординатуру (немыслимо быстрая карьера для совсем молодого человека, особенно в то время). Чтение лекций там он продолжал до 1842 года. Спустя 2 года опубликовал свой первый шедевр, «Новые основания эллиптических функций».
В 1831 году Якоби женился на Мари Швинк. У них родились 5 сыновей и 3 дочери (один из его сыновей Леонард (1832—1900) стал юристом и правоведом). В следующем году умер отец Якоби, финансовое положение семьи быстро ухудшается. Вскоре Якоби взял мать под свою финансовую опеку.
В 1842—1843 годах Якоби стараниями Дирихле получил отпуск для поправки здоровья (переутомление и диабет) и уехал в Италию. Король Пруссии Фридрих Вильгельм IV оплатил отпуск и назначил Якоби пенсию. Спустя полгода Якоби вернулся в Пруссию и переехал в Берлин.

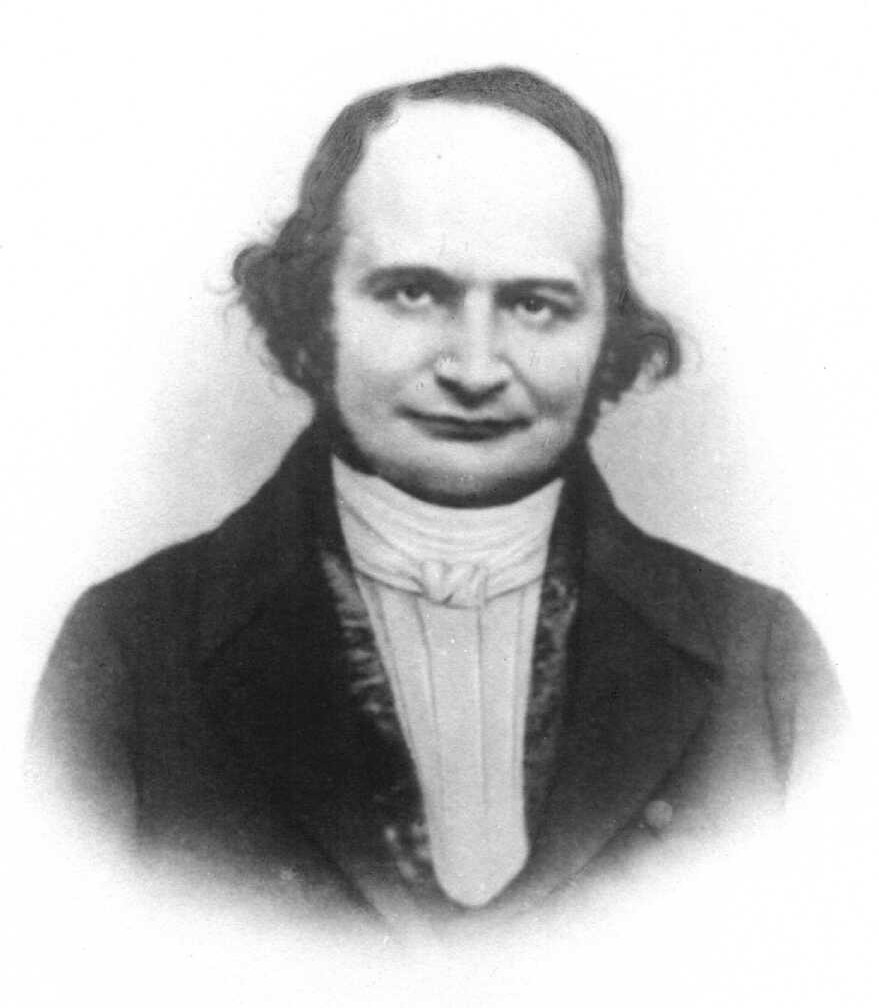
В последние годы

Во время революции 1848 года Якоби имел неосторожность поддержать либералов в парламенте; после подавления революции возмущённый король отменил пенсию Якоби, оставив учёного и семерых его детей без средств к существованию. Несколько университетов немедленно пригласили Якоби к себе. Вскоре, вняв настойчивым призывам научной общественности, король возобновил выплату пенсии. Однако Якоби недолго обременял королевскую казну — через три года, в возрасте 46 лет, он скончался от оспы.
Как педагог Якоби, по общему мнению, не имел себе равных, и расцвет немецкой математической школы в конце XIX века — также и его заслуга. В отличие от многих коллег, он старался стимулировать в студентах творческие наклонности к самостоятельному мышлению. Учениками Якоби были (или считали себя) Людвиг Отто Гессе, Клебш, Эрмит, Лиувилль, Кэли и другие видные математики. Якоби вёл активную дружескую переписку с М. В. Остроградским, принимал участие в обучении присланных им на стажировку студентов из России.
Помимо других качеств, отличало Якоби исключительное трудолюбие и полное отсутствие завистливости. Когда его вечный научный соперник, Абель, опубликовал новую работу, во многом перекрывавшую результаты Якоби, он ограничился замечанием: «Это выше моих работ и выше моих похвал». Обширный класс интегралов получил название абелевых по предложению Якоби.
В его честь был назван кратер Jacobi на Луне.

## Научная деятельность
Уже в первых своих работах Якоби проявил необычайный талант, соединённый с необыкновенным трудолюбием.
В том же 1827 году он начал свои исследования по теории эллиптических функций. Наряду с Абелем Якоби считается создателем этого раздела математики. После значительного числа работ по различным вопросам, относящимся к этим функциям, в 1829 году он опубликовал фундаментальную монографию «Новые основания эллиптических функций». Здесь и в последующих работах он глубоко разработал теорию тэта-функций Якоби.
В вариационном исчислении Якоби исследовал вторую вариацию (1837) и получил достаточные условия экстремума, позже обобщённые Вейерштрассом (условия Якоби).
В области теории чисел им была составлена таблица индексов для всех простых чисел до 1000 (1839 год).
Занимаясь изучением фигур равновесия вращающейся жидкости, Якоби показал, что при определённых условиях ими могут быть не только эллипсоиды вращения, исследованные ещё Маклореном, но и трёхосные эллипсоиды общего вида, получившие название эллипсоиды Якоби. В работе «О функциональных детерминантах» (1841) Якоби открыл и исследовал функциональные определители, называемые теперь якобианами.
В 1840 году Якоби опубликовал блестящую алгебраическую работу «Об образовании и свойствах детерминантов», посвящённую теории определителей. Он получил ряд важных результатов в теории квадратичных форм. Якоби первый применил эллиптические функции в теории чисел; спустя полтора века именно на этом пути была доказана Великая теорема Ферма. Сам Якоби с помощью эллиптических функций доказал другое утверждение Ферма: каждое натуральное число можно представить в виде суммы не более 4 квадратов, причём он сумел найти и число способов такого представления.
Общепринятое обозначение частной производной круглым «∂», изредка применявшееся Лежандром, ввёл в общее употребление Якоби. Имя Якоби носит класс ортогональных многочленов, обобщающих многочлены Лежандра.
В изданных посмертно «Лекциях по динамике» и в специальных мемуарах Якоби дал усовершенствование метода Гамильтона интегрирования дифференциальных уравнений динамики, поэтому данный метод называется теперь методом Гамильтона — Якоби. Здесь рассмотрен исключительно широкий круг проблем теоретической механики, небесной механики и геометрии, в том числе геодезические линии на эллипсоиде, вращение твёрдого тела, вращение симметрического гироскопа, движение в присутствии двух неподвижных центров притяжения и др.
В письме Лежандру (июль 1830 года) Якоби писал:
Единственной целью науки является честь человеческого разума, и с этой точки зрения вопрос о числе так же важен, как и вопрос о системе мира.
В посмертной публикации 1890 года Якоби был предложен полиномиальный алгоритм для решения задачи о назначениях, позднее переоткрытый Гарольдом Куном и названный венгерским.
Полное собрание всех сочинений Якоби в восьми томах издано в 1881—1891 годах Берлинской академией наук под заглавием «С. G. J. Jacobi’s gesammelte Werke».

## Математические термины, названные в честь Якоби
- Матрица Якоби
- Метод Якоби для линейных систем

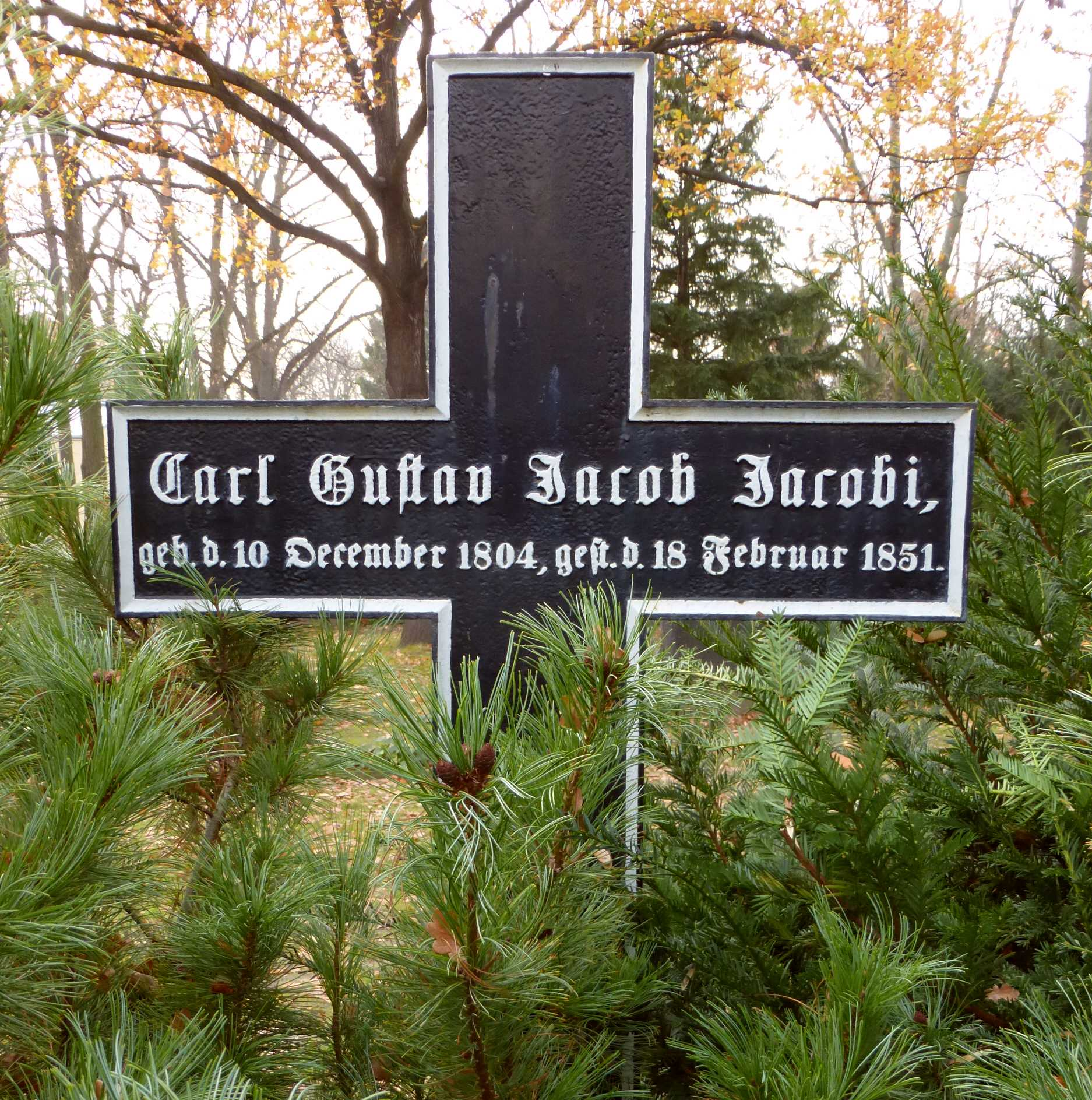
Могила Якоби

- Метод Якоби для собственных значений
- Символ Якоби
- Тождество Якоби
- Уравнения Гамильтона — Якоби
- Эллиптические функции Якоби
- Якобиан отображения
- Формула Якоби